# 이갈리아의 딸들
《이갈리아의 딸들》(노르웨이어: Egalias døtre)은 게르 브란텐베르그가 쓴 장편소설로, 1977년 노르웨이에서 출판되었다. 남녀 성역할을 뒤집은 소설로 성계급 문제, 동성애를 둘러싼 문제를 담고 있다. 여러 언어로 번역되었으며 여성주의 문학의 고전으로 여겨진다.

## 줄거리
이야기는 현실의 전형적인 성역할을 완전히 역전시킨 이갈리아라는 가상의 땅에서 전개된다. 이 소설의 주인공은 페트로니우스라는 이름의 어린 소년이다. 그는 사회 내 여성 규범과의 싸움에 적극적으로 임하여 평등한 사회에 도달하기를 원하며 금남의 영역으로 간주되는 선원의 꿈을 이루고자 한다. 페트로니우스는 때때로 그를 부양하는 강인한 여성과 함께 조용하고 평화로운 삶을 지내는 것을 상상하기도 하지만, 남성들의 더 나은 미래를 위해 힘든 싸움을 계속한다. 소설에서 보여주는 모계 사회의 많은 예시들 중에는 가난한 페트로니우스가 "PH"(남성의 음경에 착용하는 것으로, 여성의 브래지어에 대응)를 사용하도록 강요받고, 남성 피임약이 등장하기도 한다.
소설 속에 나오는 언어는 각 단어의 핵심에 여성 표현을 넣어 오늘날 사회에서 사용하는 단어의 사용 방식이 가부장제에 기반을 두고 있음을 보여주는 데 사용되며, 책 초반에는 "윔"(wim; 여성)과 "멘윔"(menwim; 남성)의 용법이 제시된다. 이 책의 이름 문화는 노르웨이 이름에 기반을 두고 있는데, 노르웨이에서 짧고 거칠게 들리는 이름(Ba, Gro, Rut)이 여성에게 주어진다면, 남성의 경우 더 길고 음율이 느껴지는 이름(Petronius, Mirabello, Baldrian)이 주어진다. 휴먼(human; 인간)이라는 단어는 오늘날 사회에서 인간을 묘사하는 기본적인 단어가 남성중심적임을 지적하기 위해 휴윔(huwim)으로 대체된다.

## 같이 보기
- 메갈리아